# إيلا ريف بلور
كانت إيلا ريف بلور، وكنيتها بلور «الأم»، (8 يوليو 1862 - 10 أغسطس 1951) منسقة عمالية أمريكية وناشطة في الحركات الاشتراكية والشيوعية لفترة طويلة. تُعد بلور من كبار المسؤولين في الحزب الشيوعي الأمريكي وإحدى أبرز النسويات الاشتراكيات في تاريخ الولايات المتحدة.

## السيرة الحياتية

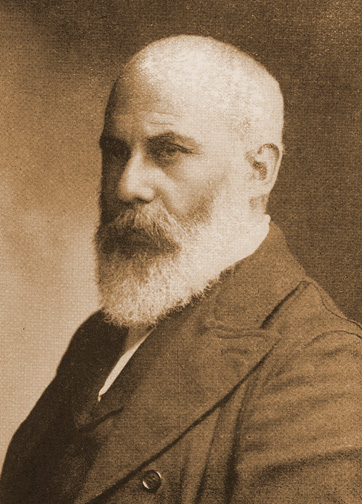
دانييل دي ليون، زعيم اشتراكي أمريكي، 1902

### السنوات الأولى
وُلدت إيلا ريف بلور، وكنيتها بلور «الأم»، في جزيرة ستاتن في 8 يوليو 1862، لوالدتها هارييت أماندا (الاسم بعد الزواج: هارييت ديسبرو) ولوالدها تشارلز ريف. نشأت في مدينة بريدجيتون بولاية نيو جيرسي. تزوجت من لوسيان بونابرت وير، ثم من لويس كوهين، وأخيرًا من أندرو أومهولت. تزوجت من لوسيان وير في فبراير 1882، وكانت تبلغ حينها 19 عامًا، في حين كان يبلغ لوسيان حينها27 عامًا. كان لدى الزوجين، في السنوات العشر التالية، سبعة أطفال. توفي، مع ذلك، ثلاثة أطفال في سن الثالثة: بولين ستيتس وير، وتشارلز ريف وير، ولوسيان بونابرت وير الابن (وهو أخ توأم لهارولد)، وعاش أربعة أطفال: غريس وير، وهيلين وير، وهارولد وير، وهاميلتون وير. كانت ابنتها هيلين وير عازفة كمان، تعزف في الحفلات الموسيقية، في حين أصبح ابنها هارولد وير خبيرًا زراعيًا، وناشطًا في الحزب الشيوعي الأمريكي. كانت ابنتها الأخرى هاميلتون وير فنانة وزعيمة بارزة ببلدة آردن بمقاطعة ديلاوير، وقد عاشت بها لسنوات عديدة. انفصلت إيلا من لوسيان عام 1896، وتزوجت في العام التالي، في الخامسة والثلاثين من عمرها تقريبًا، من لويس كوهين. أنجب الزوجان، في السنوات الثلاث التالية، طفلين: فيكتور هوغو كوهين وكارل إم كوهين. من المحتمل أن إيلا ولويس كوهين قد انفصلا بحلول عام 1906. تزوجت إيلا من أندرو أومهولت سنة 1930، وكانت عمرها حينها 68 عامًا تقريبًا.

### الفترة الشيوعية
كانت إيلا ريف بلور واحدة من مؤسسي حزب العمل الشيوعي الأمريكي، الذي نشأ عن الحزب الاشتراكي اليساري. حضرت بلور، في عامي 1921 و1922، مؤتمرات الكومنترن الثانية في موسكو. كانت كذلك إحدى مندوبي المؤتمر التأسيسي للاتحاد الدولي الأحمر للنقابات العمالية في يوليو 1921، حيث استخدمت الاسم المستعار «إيمونز»، وصوتت على أساس وثائق تفويض صادرة عن ثلاثة نقابات محلية تابعة للرابطة الدولية للميكانيكيين. تنقلت بلور، عند عودتها من الاتحاد السوفيتي، بجميع أنحاء الولايات المتحدة، وكتبت في أثناء ذلك مقالات صحفية لصحيفة ديلي وركر.
كانت بلور عضوًا في اللجنة المركزية للحزب الشيوعي الأمريكي، في الفترة منذ عام 1932 إلى عام 1948، وقد نظمت أعمالها بجد. تجولت في الغرب الأوسط، خلال هذه الفترة، ونظمت تجمعات المزارعين، وقادت إضراباتهم، وألقت الخطب. ركزت العديد من هذه الخطب على حقوق المرأة، ولا سيما حق التصويت وصلته بحقوقها كعاملة.
دافعت بلور، بعد الغزو الألماني للاتحاد السوفيتي في يونيو 1941، عن المشاركة الأمريكية في الحرب العالمية الثانية. دافعت، في وقت لاحق، عن غزو سريع لأوروبا بغرض إنشاء جبهة ثانية.